# The Task
The Task (no Brasil, Reality da Morte) é um filme de horror de 2011 dirigido por Alex Orwell, escrito por Kenny Yakkel, produzido por Cristopher Milburn e Courtney Solomon, estreando Alexandra Staden, Victor McGuire e Adam Reyner. O filme é produzido pela After Dark Films e foi distribuído pela Lions Gate em 28 de janeiro de 2011.

## Enredo
Em um reality show, seis participantes — Shoe, Randall, Toni, Dixon, e os irmãos Stanton e Angel — são sequestrados e levados a uma prisão abandonada para passar uma noite em busca de um prêmio de $20,000. O apresentador, Taylor, algema os participantes juntos e os envia à prisão. Lá, eles descobrem a história de um diretor maligno que foi condenado à morte por matar prisioneiros. Os participantes recebem tarefas macabras, mas logo percebem que o diretor está realmente presente, causando mortes.
A equipe de produção, incluindo Connie, Sclezi, Big Daddy e Snow, enfrenta problemas técnicos e começa a suspeitar que algo está errado. No entanto, eles acreditam que as ocorrências são parte do show. À medida que os participantes são mortos, Connie começa a se preocupar e envia Big Daddy e Taylor para investigar. Eles também são atacados, e Connie tenta alertar Angel, que acredita que tudo faz parte do jogo.
No final, Angel descobre a verdade e foge com Snow, enquanto Connie e os outros são presos na prisão. Em uma reviravolta, Connie percebe que era a participante verdadeira do reality show, mas logo é trancada na câmara de gás pelo diretor real. Angel consegue escapar e destrói a câmera de Snow, sem saber que o resto da equipe está presa.

## Elenco
- Alexandra Staden como Connie
- Victor McGuire como Big Daddy
- Sean Mcconaghy como Snow
- Adam Rayner como Taylor
- Antonia Campbell-Hughes como Angel
- Ashley Mulheron como Shoe
- Amara Karan como Toni
- Tom Payne como Stanton
- Marc Pickering como Randall
- Texas Battle como Dixon
- Sam Stockman como Scelzi
- Rob Ostlere como Pisser (O Mijão)
- Atanas Srebrev como Bob
- Jonas Talkington como Palhaço
- Valentin Ganev como Diretor

## Distribuição
Reality da Morte recebeu uma distribuição limitada cinemática nos Estados Unidos em 28 de janeiro de 2011, tendo tido classificação etária (no Brasil) como M ou 17 anos por violência e baixo-calão. Foi distribuído em DVD em 26 de julho de 2011. Uma das resenhas do filme recebeu avaliação negativa.